# 열거 기하학
수학에서 열거 기하학(영어: Enumerative geometry)은 주로 교차 기하학을 통해 기하학적 질문에 대한 해의 수를 세는 것과 관련된 대수기하학의 한 분야이다.
아폴로니오스의 문제는 열거 기하학의 가장 초기 사례 중 하나이다. 이 문제는 세 개의 주어진 원, 점 또는 선에 접하는 원의 수와 구조를 묻는다. 일반적으로 주어진 3개의 원에 대한 문제에는 8개의 해가 있으며 이는 23으로 볼 수 있으며 각 접선 조건은 원의 공간에 2차 조건을 부과한다. 그러나 주어진 원의 특별한 배열을 위해 해의 수는 0(해 없음)에서 6까지의 정수일 수도 있다. 아폴로니우스의 문제에 대한 7가지 해결책이 있는 배열은 없다.

## 주요 방법
다음과 같은 다양한 방법이 있다.
- 차원 계산
- 베주 정리
- 슈베르트 미적분학, 그리고 보다 일반적으로 코호몰로지 특성류
- 코호몰로지와 교차점 셈의 연결은 푸앵카레 쌍대성이다.
- 때때로 양자 코호몰로지 이론을 통해 곡선, 사상 및 기타 기하학적 대상의 모듈라이 공간에 대한 연구. 양자 코호몰로지, 그로모프–위튼 불변량 및 거울 대칭에 대한 연구는 클레멘스 추측에서 상당한 진전을 가져왔다.

열거 기하학은 교차 이론과 매우 밀접하게 연결되어 있다.

## 슈베르트 미적분
열거 기하학은 헤르만 슈베르트의 손에 의해 19세기 말에 눈부신 발전을 보였다. 그는 슈베르트 미적분학을 도입했는데, 더 넓은 영역에서 근본적인 기하학적 및 위상학적 가치를 입증했다. 열거 기하학의 특정 요구 사항은 1960년대와 1970년대에 약간의 추가적 관심이 주어일 때까지 해결되지 않았다(예를 들어 Steven Kleiman 이 지적한 대로). 교차수는 엄격하게 정의되었지만(앙드레 베유가 1942 – 6년 그의 기초 프로그램의 일부로, 그리고 그 이후에 다시) 이것은 열거 질문의 적절한 영역을 소진하지 못했다.

## 얼버무림 인자와 힐베르트의 15번째 문제
차원 계산과 베주의 정리를 순진하게 적용하면 다음 예와 같이 잘못된 결과가 나타넌다. 이러한 문제에 대응하여 대수 기하학자는 모호한 "얼버무림 인자"를 도입했으며, 이는 수십 년 후에야 엄격하게 정당화되었다.
예를 들어, 사영 평면에서 5개의 주어진 선에 접하는 원뿔 단면을 계산한다. 원뿔은 5차원의 사영 공간을 구성하고 6개의 계수를 동차좌표로 사용하며 5개의 점이 원뿔을 결정한다. 점이 일반적으로 선형 위치에 있는 경우 주어진 점을 통과하면 선형 조건이 부과되므로 원뿔이 결정된다. 마찬가지로, 주어진 선 L에 대한 접선(접선은 중복도 2인 교점)은 하나의 2차 조건이므로 P 5 에서 이차 초곡면으로 결정된다. 그러나 그러한 모든 이차방정식으로 구성된 약수의 선형족은 기저 자취가 없는 것이 아니다. 사실 각각의 이러한 이차 초곡면은 원뿔형을 매개변수화하는 베로네세 표면을 포함한다.
(aX + bY + cZ )2 = 0
이를 '이중 직선'이라고 한다. 이것은 이중 직선이 평면의 모든 직선과 교차하기 때문이다. 사영 평면의 직선이 교차하기 때문에 다중도 2는 두 배가 되므로 교차 조건(다중도 2의 교차)에 직선에 접하는 비축퇴 원추형 과 동일한 교차 조건(다중도 2의 교차)을 만족한다.
일반 베주 정리는 5-공간에서 5개의 일반 2차가 32 = 2 5개의 점에서 교차할 것이라고 말한다. 그러나 여기서 관련된 이차는 일반적인 위치에 있지 않다. 32에서 31을 빼서 베로네세에 귀속시켜야 정답(기하학적 관점에서), 즉 1을 남길 수 있다. 교차를 '퇴화' 사례에 귀속시키는 이 과정은'얼버무림 인자'의 전형적인 기하학적 도입이다.
힐베르트의 15번째 문제는 이러한 개입의 자의적인 특성을 극복하는 것이었다. 이 측면은 슈베르트 미적분 자체의 근본적인 질문을 넘어선 것이다.

## 클레멘스 추측
1984년에 클레멘스는 5차 삼중체 {\displaystyle X\subset P^{4}}에서 유리 곡선의 수를 세는 방법을 연구했다. 그리고 다음과 같은 추측에 도달했다.
허락하다 {\displaystyle X\subset P^{4}} 일반 5차 삼중이어야 한다. {\displaystyle d} 양의 정수이면 {\displaystyle X}에 차수 {\displaystyle d}인 유한한 수의 유리 곡선만 있다.
이 추측은 {\displaystyle d\leq 9}에서 해결되었다. 그러나 여전히 더 높은 차원에서는 미해결이다.
1991년에 {\displaystyle P^{4}} 안의 5중 삼중체의 거울 대칭에 관한 논문은 이론적 관점에서 모든 {\displaystyle d>0}에 대해 {\displaystyle X} 안의 차수 d인 유리 곡선의 수를 제공한다. 이전에는 대수 기하학자들이 {\displaystyle d\leq 5}에서 이들을 계산할 수 있었다.

## 예
대수 기하학에서 역사적으로 중요한 열거의 예는 다음과 같다.
- 2: 공간에서 4개의 일반선과 만나는 선의 수
- 8: 3개의 일반적인 원에 접하는 원의 수(아폴로니우스의 문제).
- 27: 매끄러운 입방체 표면의 선 수(살몬 및 케일리)
- 2875: 일반 5차 삼중 의 줄 수
- 3264: 일반 위치에서 5개의 평면 원뿔에 접하는 원뿔 의 수(미셸 샬)
- 609250: 일반 5차 삼중체 원뿔의 수
- 4407296: 일반 4차 곡면 8개에 접하는 원뿔의 수 Fulton (1984, p. 193)
- 666841088: 3공간에서 일반적인 위치에서 9개의 주어진 4차 곡면에 접하는 2차 곡면의 수 (Schubert 1879) (Fulton 1984)
- 5819539783680: 3공간에서 일반적인 위치에 있는 12개의 4차 곡면에 접하는 꼬인 3차 곡선의 수 (Schubert 1879)  (S. 클라이만, SA 스트롬메 & S. 잠보 1987년